# Olympus OM-D E-M1
Olympus OM-D E-M1 - беззеркальная камера формата микро 4/3, относящаяся к топовому сегменту камер серии OM-D. Представлена 10 сентября 2013 года. За счет увеличенной рукоятки является самой крупной камерой формата микро 4/3 среди камер Olympus.
В рейтинге сенсорных матриц всех камер Olympus от DxO Labs в октябре 2014 года OM-D E-M1 заняла самое высокое место (73 балла).

## Характеристики
- Матрица 4/3 16 Мп без НЧ-фильтра.
- Пятиосевая система оптической стабилизации Olympus
- Процессор TruePic VII processor with lens correction
- Диапазон чувствительности ISO 200–25600, с "LOW ISO 100"
- Ручная фокусировка с опцией focus peaking
- Точки фокусировки
  - 81 в режиме контрастной фокусировки
  - 37 в режиме фазовой фокусировки
- Режим HDR
- Видеосъемка HD: 1080i на 30 fps and 720p на 60 fps.
- Встроенный модуль Wi-Fi 802.11 b/g/n для удалённого управления со смартфона/планшета

## Olympus OM-D E-M1 Mark II
В 2016 году на смену OM-D E-M1 пришла обновлёная модель Olympus OM-D E-M1 Mark II. В Mark II представлена мартица 20 Мп, а также значительно более быстрая автофокусировка: согласно производителю, в шесть раз быстрее, чем у первого поколения. При использовании электронного затвора в режиме Pro Capture камера обеспечивает кадровую частоту до 60 fps в HD.